# Gigi Pisano
Egidio Pisano, più noto con il diminutivo di Gigi (Napoli, 5 marzo 1889 – Napoli, 31 maggio 1973), è stato un paroliere, comico e attore italiano.

## Biografia
Gigi Pisano nasce e cresce nel rione Vasto, debuttò giovanissimo, nel 1904, al café-chantant Sala Umberto di Napoli in qualità di comico dicitore del genere parodistico, molto in voga ai tempi, cui si dedicò per tutta la vita, sia come autore di testi, sia come artista esecutore.
Ben presto formò un duo con un altro attore, Cesare Faras, con il quale iniziò a esibirsi sui palcoscenici dell'avanspettacolo campano. Notato dal commediografo Raffaele Viviani, entrò nella sua importante compagnia teatrale e vi rimase per sette anni, durante i quali canta, recita e collabora con Viviani alla stesura dei testi.
Nella seconda metà degli anni venti, forma una sua compagnia e, dal 1927, inizia a collaborare con il giovane compositore Giuseppe Cioffi, così formando una delle coppie autoriali più importanti e celebri della canzone e del teatro leggero italiani, con centinaia di creazioni all'attivo, anche interpretate dai nomi più celebri del teatro napoletano, tra i quali è d'obbligo ricordare Nino Taranto e la sua interpretazione di Ciccio Formaggio.
La sensibilità di Gigi Pisano per i tempi comici si rivelò notevole, sia nelle creazioni, sia nelle interpretazioni, e i suoi titoli sono innumerevoli, comprendenti molti capolavori come N'Accordo in fa del 1927, Agata del 1937, ‘Na sera ‘e maggio del 1938 e la celeberrima La pansé del 1953.
Successivamente partecipa come autore a varie edizioni del Festival di Napoli, dovre presenta brani come Tutt'a famiglia, terzo posto nel 1961, scritta con Eduardo Alfieri e cantata da Aurelio Fierro e Gegè Di Giacomo, È frennesia!, scritta nel 1965 con Ferdinando Albano e presentata da Maria Paris e Mario Trevi, Te purtavo 'na rosa, scritta con Enzo Barile nel 1966 e cantata da Claudio Villa e Robertino, L'ultima sera, scritta con Enzo Barile nel 1969 e cantata da Mario Trevi e Nunzia Greton,  'Nnammurato 'e Marechiaro, scritta con Eduardo Alfieri e presentata all'ultimo Festival, nel 1970, da Mario Abbate e Antonio Buonomo.
Con La mamma che piange di più, interpretata da Achille Togliani e Giorgio Consolini, partecipò al Festival di Sanremo 1953. 
L'ultimo inedito, da lui scritto nell'anno della sua morte insieme a Enzo Barile, fu Te chiamme Angela, che fu pubblicato postumo e partecipò alla manifestazione Piedigrotta: Le nuove Canzoni di Napoli, interpretato da Claudio Villa.
Si è cimentato anche come attore al cinema apparendo in sette pellicole tra il 1949 e il 1956.

## Filmografia
- Marechiaro di Giorgio Ferroni (1949)
- Rimorso di Armando Grottini (1952)